# 松倉温泉
松倉温泉（まつくらおんせん）は、岩手県花巻市（旧国陸奥国、明治以降は陸中国）花巻温泉郷にある温泉。

## 泉質
- アルカリ性単純泉

## 温泉街
花巻南温泉峡の入り口に位置する温泉である。豊沢川沿いに、ガーデンリゾート 悠の湯 風の季が存在する。周辺には老人福祉関連の施設も多くある。
かつては同じ箇所にホテル水松園が存在した。テニスコートやゴルフ練習場などを備えた大規模な施設だった。2010年1月に閉館。

## アクセス
- 鉄道：東北本線花巻駅より岩手県交通バスで約25分。